# Nuoto artistico ai campionati europei di nuoto 2022 - Programma tecnico squadra femminile
La competizione di gara a squadre programma tecnico di nuoto artistico ai Campionati europei di nuoto 2022 si è disputata l'11 agosto 2022 presso il Foro Italico di Roma, in Italia.

## Risultati
La finale si è svolta alle ore 15:00.
| Pos     | Squadra       | Nazione | Punti   |
| ------- | ------------- | --- | ------- |
| Oro     | Ucraina       | Maryna Aleksiiva Vladyslava Aleksiiva Olesia Derevianchenko Marta Fiedina Veronika Hryshko Anhelina Ovchynnikova Anastasiia Shmonina Valeriya Tyshchenko   | 92.5106 |
| Argento | Italia        | Domiziana Cavanna Linda Cerruti Costanza Di Camillo Costanza Ferro Gemma Galli Marta Iacoacci Marta Murru Enrica Piccoli                                   | 90.3772 |
| Bronzo  | Francia       | Ambre Esnault Laura Gonzalez Mayssa Guermoud Oriane Jaillardon Maureen Jenkins Romane Lunel Eve Planeix Charlotte Tremble                                  | 88.0093 |
| 4       | Grecia        | Maria Alzigkouzi Kominea Eleni Fragkaki Krystalenia Gialama Danai Kariori Ifigeneia Krommydaki Sofia Malkogeorgou Andriana Misikevych Maria Karapanagiotou | 87.1274 |
| 5       | Israele       | Shelly Bobritsky Maya Dorf Noy Gazala Catherine Kunin Nikol Nahshonov Ariel Nassee Polina Prikazchikova Shani Sharaizin                                    | 82.9956 |
| 6       | Template:GBR2 | Isabelle Thorpe Kate Shortman Daniella Lloyd Laura Turberville Isobel Blinkhorn Robyn Swatman Isobel Davies Millicent Costello                             | 81.4116 |
| 7       | Svizzera      | Ilona Fahrni Emma Grosvenor Ladina Lippuner Milla Morel Sofie Müntener Babou Schupbach Alicia Semon Fanny Semon                                            | 81.2375 |
| 8       | Serbia        | Milica Đurašinović Sofija Džipković Marta Jovanović Jelena Kontić Deana Manojlović Sara Stojanović                                                         | 70.1633 |